# 共识网
共识网（Consensus Net；Consensus Web）是香港《领导者》杂志旗下的网站，是一个于2009年2月20日由立德共识（北京）网络传媒科技有限公司创立的学术、思想性网站，内容涵盖政治、历史和经济题材，既有知名自由派学者，也有左派学者文章，网站宗旨为“在大变革时代寻找共识”。
共识网于2009年7月1日正式接入国际互联网，栏目包括“全球事务”、中国研究、“历史解读”以及“思想评论”等。
2016年10月3日，中国当局认为共识网是传递错误思想的平台，勒令关闭共识网。